# Segregació horitzontal
La segregació horitzontal és un terme que s’utilitza per referir-se a la concentració de dones i homes en diferents tipus de treballs. La Comissió Europea, en el seu informe de 2009 sobre la segregació de gènere en el mercat laboral, afirma que la segregació horitzontal s'entén com “la sub-representació o sobre-representació d’un determinat grup en ocupacions o sector no ordenat per cap criteri”.
La definició de segregació horitzontal de l'Agència Europea per a la Seguretat i Salut en el Treball és:
“La segregació horitzontal és quan la força laboral d’una indústria o sector específic es compon principalment d’un gènere en particular. […] Un exemple de segregació horitzontal es pot trobar en la construcció, on els homes construeixen la majoria de la força laboral de la indústria, mentre que la cura de les criatures és quasi exclusivament una ocupació femenina.”

## Segregació horitzontal en dones
Encara que diversos estudis realitzats sobre el treball mostren que les dones en els últims anys han augmentat la seva presència en el mercat de treball remunerat, la realitat és que el seu recorregut és diferent dels seus companys homes. L’ocupació femenina no ha vingut de la mà d'una major igualtat, sinó que les dones i homes presenten diferents i desiguals formes d’inserció en el mercat de treball remunerat, les dones tenen taxa més gran de temporalitat i el treball a temps parcial, les discriminacions salarials, la segregació i les menors possibilitats de promocionar-se. La tendència que es troba és que les dones es concentren majoritàriament en un nombre relativament petit d’ocupacions i es troben totalment o parcialment absent en els altres.
Els homes i les dones no ocupen els mateixos llocs de treball ni estan als mateixos sectors productius. Hi ha una major concentració de dones en determinats sectors ocupacionals que coincideixen amb els menys valorats socialment i econòmicament. L’ocupació femenina, doncs, està relacionada amb el bon desenvolupament de l’Estat de Benestar, per ser les que majoritàriament ocupen llocs de treballs de prestació de serveis, i la majoria estan relacionades amb la cura de la vida, la neteja i les gestions administratives, com alguns exemples.
Les causes d’aquests tipus de segregació s’han de buscar a la persistència d’una sèrie de prejudicis sobre la capacitat, no només de les dones sinó també dels homes, per dur a terme determinades activitats. Aquests prejudicis es tradueixen en una escassa presència de dones en determinats sectors. Encara que sigui menys freqüent, també els homes troben dificultats en l’accés a professions, càrrecs i ocupacions per ser considerats com típicament femenins, com infermeria, auxiliars administratius o educadors a llars d’infants, per exemple.

### Cas d'Espanya: dades
A España la segregació horitzontal podem trobar que aparegui; segons la categoria professional i això tindrà relació amb els sous, ja que les professions on hi ha majoria de dones, són de menys remuneració. D'altra banda segons el sector - l'agricultura, la indústria i els serveis- podem comprovar que la dona, en el sector servei té una major presència i l'ocupen més dones fins i tot més que homes.
Les ocupacions que presenten en major mesura una definició femenina són: Empleades de la Llar, Auxiliars d'infermeria, Tècniques d'educació infantil i especial, Personal de neteja, Cura de persones, Infermeres, Professores d'educació especial i Professores d'infantil i primària. Per contra, les que presenten una menor presència de dones són les d'Ebenistes, Mecànics, Peons de la construcció, Soldadors i xapistes, Treballadors de la construcció i Mineria.

### Bones pràctiques per erradicar la segregació horitzontal per raó de sexe
L'anàlisi de l'evolució de les dades de segregació horitzontal mostra que la situació pràcticament no ha variat massa des de finals dels anys 90. Això vol dir que els programes i mesures propostes no han estat funcionant. Per aconseguir erradicar la segregació horitzontal s’haurien d’establir certes condicions en l’àmbit laboral. La Marta Seminario destaca les següents possibles solucions: 
“(a) Aconseguir conciliar els àmbits laboral i familiar d’homes i dones (b) Analitzar les diferències de remuneracions entre homes i dones per estaments (directius, tècnics i professionals, etc.), per definir un pla de regulacions que es dirigeixin a l'equitat de gènere (c) Començar a introduir horaris de treball flexibles, en la mesura que el tipus d’empresa permet i (d) Aconseguir el compromís de l'empresa per a aplicar bones pràctiques laborals d'igualtat de gènere.”